# Brit Awards 2002
Les Brit Awards 2002 ont lieu le 20 février 2002 à l'Earls Court Exhibition Centre à Londres. Il s'agit de la 22e cérémonie des Brit Awards, présentée par Frank Skinner (en) et Zoë Ball (en). Elle est enregistrée et diffusée à la télévision sur la chaîne ITV.
Le prix du meilleur album international qui n'avait été décerné qu'une seule fois, lors de la première cérémonie des Brit Awards en 1977, fait sa réapparition, alors que celui de la meilleure bande originale de film n'est plus attribué.

## Interprétations sur scène
Plusieurs chansons sont interprétées lors de la cérémonie :
- Anastacia et Jamiroquai: Bad Girls
- Dido : Here with Me
- Gorillaz : Clint Eastwood
- Kylie Minogue : Can't Get You Out of My Head
- Mis-Teeq : One Night Stand
- Shaggy feat. Ali G : Me Julie
- So Solid Crew (en) : 21 Seconds
- Sting : medley de succès
- The Strokes : Last Nite

## Palmarès
Les lauréats apparaissent en caractères gras.

### Meilleur album britannique
- No Angel de Dido
  - Born to Do It de Craig David
  - Gorillaz de Gorillaz
  - Kid A de Radiohead
  - The Invisible Band de Travis

### Meilleur single britannique
- Don't Stop Movin' (en) de S Club 7
  - Whole Again de Atomic Kitten
  - Gotta Get Thru This de Daniel Bedingfield
  - Mambo No. 5 de Bob the Builder
  - Do You Really Like It? de DJ Pied Piper and the Masters of Ceremonies (en)
  - Cliny Eastwood de Gorillaz feat. Del the Funky Homosapien
  - It's Raining Men de Geri Halliwell
  - Pure and Simple de Hear'Say (en)
  - 21 Seconds de So Solid Crew (en)
  - Eternity / The Road to Mandalay de Robbie Williams

Note : Le vainqueur est désigné par un vote des auditeurs de plusieurs radios indépendantes britanniques.

### Meilleur artiste solo masculin britannique
- Robbie Williams
  - Aphex Twin
  - Ian Brown
  - Craig David
  - Elton John

### Meilleure artiste solo féminine britannique
- Dido
  - Sophie Ellis-Bextor
  - Geri Halliwell
  - PJ Harvey
  - Sade

### Meilleur groupe britannique
- Travis
  - Gorillaz
  - Jamiroquai
  - Radiohead
  - Stereophonics

### Meilleure vidéo britannique
- 21 Seconds de So Solid Crew (en)
  - Where's Your Head At de Basement Jaxx
  - Trouble de Coldplay
  - Thank You de Dido
  - Weapon of Choice de Fatboy Slim feat. Bootsy Collins
  - Clint Eastwood de Gorillaz feat. Del the Funky Homosapien
  - I Want Love de Elton John
  - Sing de Travis
  - Supreme de Robbie Williams
  - Kids de Robbie Williams et Kylie Minogue

Note : Le vainqueur est désigné par un vote des lecteurs du magazine Smash Hits et des téléspectateurs de la chaîne de télévision du même nom.

### Révélation britannique
- Blue
  - Atomic Kitten
  - Elbow
  - Gorillaz
  - Tom McRae
  - Mis-Teeq
  - So Solid Crew (en)
  - Starsailor
  - Turin Brakes
  - Zero 7

Note : Le vainqueur est désigné par un vote des auditeurs de BBC Radio 1.

### Meilleur artiste dance britannique
- Basement Jaxx
  - Craig David
  - Gorillaz
  - Fatboy Slim
  - Faithless

### Meilleur artiste pop britannique
- Westlife
  - Blue
  - Hear'Say (en)
  - Kylie Minogue
  - S Club 7

Note : Le vainqueur est désigné par un vote des lecteurs du journal The Sun.

### Meilleur album international
- Fever de Kylie Minogue
  - Discovery de Daft Punk
  - Survivor de Destiny's Child
  - Songs in A Minor d'Alicia Keys
  - Is This It de The Strokes

### Meilleur artiste solo masculin international
- Shaggy
  - Ryan Adams
  - Dr. Dre
  - Bob Dylan
  - Wyclef Jean

### Meilleure artiste solo féminine internationale
- Kylie Minogue
  - Anastacia
  - Björk
  - Nelly Furtado
  - Alicia Keys

### Meilleur groupe international
- Destiny's Child
  - Daft Punk
  - Limp Bizkit
  - R.E.M.
  - The Strokes

### Révélation internationale
- The Strokes
  - Anastacia
  - The Avalanches
  - Nelly Furtado
  - Linkin Park

### Contribution exceptionnelle à la musique
- Sting

## Artistes à nominations multiples
- 6 nominations :
  - Gorillaz

- 4 nominations :
  - Kylie Minogue
  - Robbie Williams

- 3 nominations :
  - Craig David
  - Dido
  - So Solid Crew
  - The Strokes
  - Travis

- 2 nominations :
  - Anastacia
  - Atomic Kitten
  - Basement Jaxx
  - Blue
  - Daft Punk
  - Del the Funky Homosapien
  - Destiny's Child
  - Fatboy Slim
  - Nelly Furtado
  - Geri Halliwell
  - Hear'Say
  - Elton John
  - Alicia Keys
  - Radiohead
  - S Club 7

## Artistes à récompenses multiples
- 2 récompenses :
  - Dido
  - Kylie Minogue